# Gambela (stad)
Gambela is een stad in Ethiopië en is de hoofdplaats van de regio Gambela.
Gambela telt naar schatting 36.000 inwoners.
De rivier Baro verdeelt de stad in tweeën. Er is een NAVO post en diverse NGO's zijn hier actief.